# Février 1928

## Événements
- 3 février (Inde britannique) : la Commission John Simon, qui recommande l’établissement de gouvernements responsables dans les provinces arrive à Bombay où elle doit faire face à de vives protestations. Tous les partis politiques décident de boycotter la Commission Simon.

- 5 février : le pilote allemand Wagner bat 12 records du monde sur un hydravion Dornier Superwal.

- 9 février : offensive sandiniste au Nicaragua. Les troupes de Sandino atteignent 6000 hommes et parviennent par la guérilla à contrôler près des trois quarts du pays en infligeant de lourdes pertes aux troupes d’occupation américaines.

- 19 février : à Daytona Beach, Malcolm Campbell établit un nouveau record de vitesse terrestre : 333,05 km/h.

- 22 février : à Daytona Beach, Ray Keech établit un nouveau record de vitesse terrestre : 334,02 km/h.

## Naissances
- 7 février : Annie Steiner, militante algérienne († 21 avril 2021).
- 8 février : Jack Larson, acteur américain († 20 septembre 2015).
- 9 février : Frank Frazetta, illustrateur de science-fiction († 10 mai 2010).
- 13 février : Gerald Regan, premier ministre de la Nouvelle-Écosse († 26 novembre 2019).
- 14 février : Mark Eden, acteur britannique († 1er janvier 2021).
- 17 février : Beverly Willis, architecte américaine († 1er octobre 2023).
- 20 février : Friedrich Wetter, cardinal allemand, archevêque émérite de Munich.
- 21 février : Larry Pennell, acteur américain († 28 août 2013).
- 22 février : Jacques Dassié, archéologue français († 16 avril 2024).
- 23 février :
  - Vassili Lazarev, cosmonaute soviétique († 31 décembre 1990).
  - Yves Ramousse, évêque catholique français, administrateur apostolique de Phnom Penh (Cambodge).
  - Hans Herrmann, pilote automobile allemand, qui disputa 17 Grands Prix de Formule 1 de 1953 à 1961.
- 26 février :
  - Fats Domino, pianiste de jazz américain († 24 octobre 2017).
  - Anatoli Filipchenko, cosmonaute russe.
  - Monique Leyrac, chanteuse et comédienne québécoise († 15 décembre 2019).
- 27 février, Maxim Saury, clarinettiste de jazz français († 15 novembre 2012).
- 29 février : 
  - Joss Ackland (Sidney Edmond Jocelyn Ackland dit), acteur britannique († 19 novembre 2023).
  - Ivan Bohdan, lutteur ukrainien, champion olympique († 25 décembre 2020).
  - Aurèle Ferlatte, syndicaliste canadien († 11 juin 2022).
  - Seymour Papert, mathématicien, informaticien et éducateur sud-africain et américain († 31 juillet 2016).
  - Tempest Storm, star du burlesque et actrice américaine († 20 avril 2021).

## Décès
- 4 février : Hendrik Lorentz (74 ans), physicien néerlandais.
- 14 février : Ernesto Schiaparelli, archéologue et égyptologue italien (° 12 juillet 1856).
- 15 février : Jacob Smits, peintre belgo-néerlandais (° 9 juillet 1856).